# Acomayo
Acomayo és una ciutat del Perú, capital de la província d'Acomayo i del districte d'Acomayo al Departament de Cusco. La seva població és de 5.380 habitants segons dades del INEI (Instituto Nacional de Estadística e Informática) del 2010. El seu nom deriva de aco, arena, i mayo, riu.
Està situada a 3.182 metres d'altura. S'hi fabriquen baietes i ponxos.